# Institut canadien de Québec

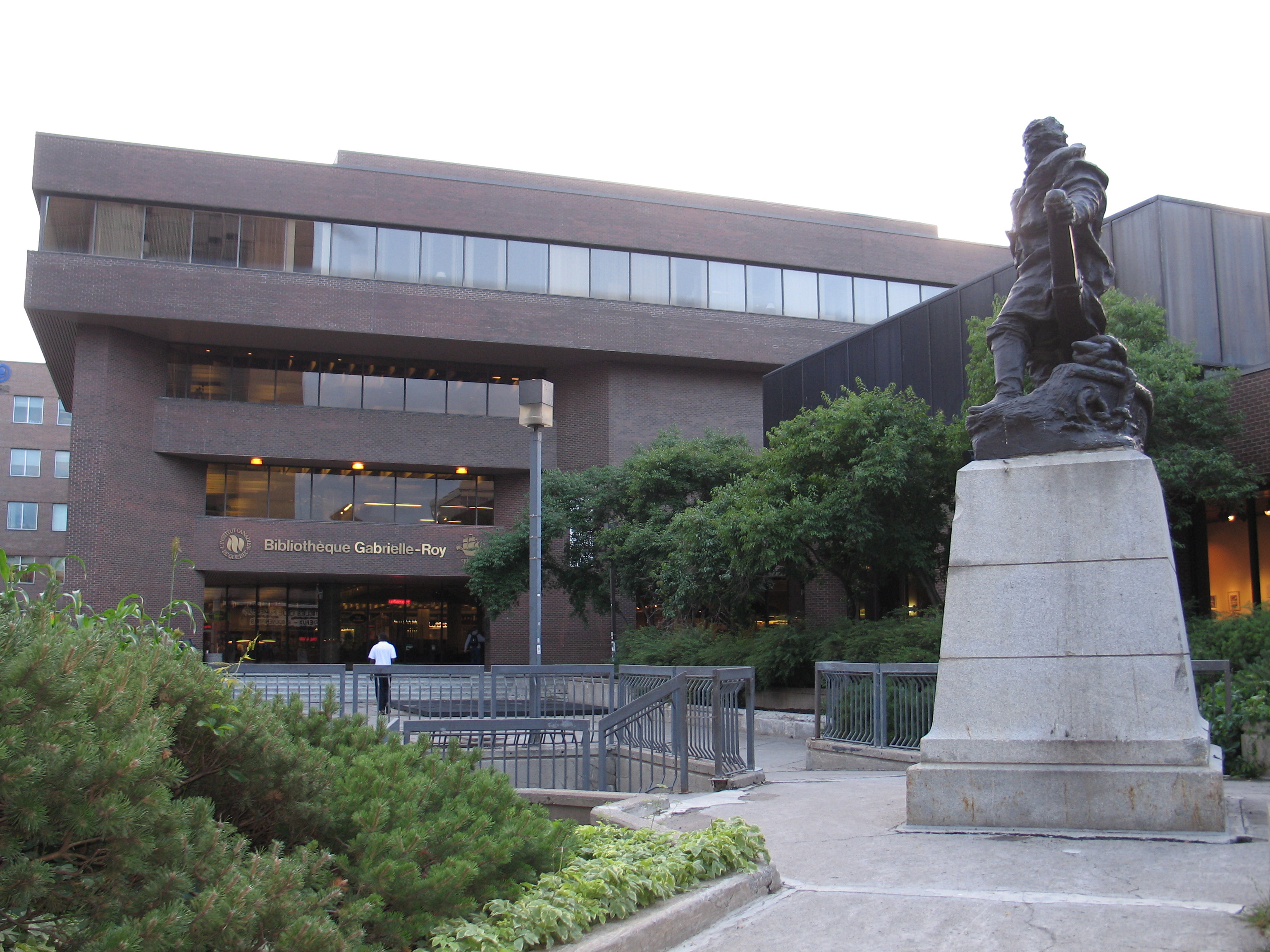
La bibliothèque Gabrielle-Roy, siège social de l'Institut canadien de Québec.

L'Institut canadien de Québec est un organisme culturel à but non lucratif de la ville de Québec fondé en 1848 et dont la mission est la démocratisation du savoir et de la culture. Il administre le réseau de la Bibliothèque de Québec et la Maison de la littérature.
Créé en 1979, le prix de l'Institut canadien de Québec souligne depuis 2016 la contribution exceptionnelle d’une personne, d’un groupe de personnes ou d’un organisme culturel à la vie littéraire de la région métropolitaine de Québec.

## Historique

Ancien logo.

L'Institut canadien de Québec a été fondé quelque quatre ans après celui de Montréal.
L'Institut canadien de Montréal a été fondé le 17 décembre 1844 par un groupe de 200 jeunes libéraux canadiens-français. L'Institut canadien deviendra la source des idées politiques défendues par le Parti rouge, successeur idéologique du défunt Parti patriote.
L’Institut canadien de Québec a été fondé le 17 janvier 1848 par un groupe de jeunes gens « ... pour entretenir chez leurs compatriotes le culte de l'esprit  français » et se donne pour moyen de « former une bibliothèque, une chambre de lecture, un musée, organiser un mode d’instruction publique au moyen de diverses séries de lectures sur des sujets propres à répandre parmi les sujets de Sa Majesté de la cité de Québec et de ses alentours le goût de l’instruction, des arts, des sciences, et étendre les connaissances utiles et pratique pour l’avantage général de la société, et principalement pour l’utilité des membres de la dite association et de ceux qui en feront partie à l’avenir ».
En janvier 1848, la ville de Québec est sous l'emprise des Britanniques depuis quelques générations. « La culture française menace de disparaître. De jeunes Québécois décident de fonder une institution où ils pourraient se réunir pour discuter, lire des journaux, emprunter des livres mais surtout, pour préserver la culture française »
La bibliothèque de l'institut était constituée d'œuvres d'auteurs de l'époque des Lumières tels Voltaire et Diderot et certains romantiques tels Victor Hugo et Alphonse de Lamartine. À cette époque, ces auteurs étaient mis à l'index (Index librorum prohibitorum) par l'Église catholique.
L'Institut canadien de Montréal ferme ses portes en 1880. Seul l'Institut canadien de Québec, qui avait accepté de se débarrasser de ses livres jugés immoraux par l'Église catholique, existe toujours et conserve sa mission culturelle d'origine. L'Institut canadien-français d'Ottawa n'avait pas du tout souffert de cette crise. Il reste d'ailleurs un des seuls Institut canadien-français encore existant aujourd'hui.
Le premier président de l'Institut canadien de Québec était Marc-Aurèle Plamondon, auquel succède quelques années plus tard Pierre-Joseph-Olivier Chauveau, qui fut premier ministre du Québec. L’Institut possède dès lors une salle de lecture et offre des conférences à ses membres.
72 conférences se tiennent à l'institut de 1848 à 1869.
En 1897, L’Institut canadien de Québec et la Ville de Québec signent une entente qui fait de la salle de lecture de L’Institut une bibliothèque publique ouverte gratuitement à toute la population de la ville.
En 1944, L’Institut canadien de Québec s’installe dans l’ancien temple Wesley dans le Vieux-Québec. La Salle de L’Institut devient un lieu culturel incontournable de Québec : de nombreux artistes et conférenciers célèbres y sont accueillis. L’Institut canadien produit la série de spectacles et de conférences Les lundis de L’Institut qui, pendant 30 ans, occupe une place importante dans la vie culturelle de Québec. L'ancien temple Wesley est devenue la Maison de la littérature en 2015.
L’Académie française lui décerne le prix de la langue-française en 1948.
Au début des années 1950, L’Institut met en place le réseau des bibliothèques de quartier, mais c’est en 1978 que le Plan directeur du réseau de la Bibliothèque de Québec est adopté. Avec les années 1980 débute la construction de plusieurs bibliothèques, dont la bibliothèque Gabrielle-Roy, qui ouvre ses portes en mai 1983 et qui devient la bibliothèque centrale du réseau ainsi que le nouveau siège social de L’Institut.
En 1996, L’Institut canadien de Québec, en collaboration avec la Ville de Québec, lance son programme Des bibliothèques animées qui permet à la population de Québec de s’initier aux arts et à la culture par des activités d’animation culturelle présentées dans les bibliothèques de Québec. Cette approche, basée sur la diversification des disciplines artistiques, la sensibilisation des clientèles et le partenariat avec les organismes culturels, fait des bibliothèques publiques une vitrine de la vie culturelle à Québec.

### Bibliothèque de Québec
La plus importante œuvre de L'Institut canadien s'est faite en collaboration avec la Ville de Québec : le réseau des bibliothèques publiques de la ville. Il est accessible gratuitement aux citoyens et est ouvert aux développements technologiques.
L’Institut défend la gratuité de l’abonnement aux bibliothèques publiques et la mise en réseau des bibliothèques. Avec la création de la nouvelle Ville de Québec en janvier 2002, L’Institut canadien s’est vu confirmé dans son rôle de gestionnaire de bibliothèques en assurant la gestion complète du réseau depuis 2013.

### Diffuseur culturel spécialisé en littérature
À titre de diffuseur culturel, L’Institut canadien de Québec assure la diffusion d'événements, d'activités de médiation de la lecture et un programme d’expositions en arts visuels et en métiers d’art.
L’Institut canadien de Québec et la Ville de Québec ont ouvert en octobre 2015 la Maison de la littérature dans l'ancien temple Wesley occupé par L'Institut canadien de Québec depuis 1944. En collaboration avec la Ville de Québec, propriétaire du bâtiment, L'Institut a développé ce concept unique en Amérique du Nord. Composante majeure de la Bibliothèque de Québec, la Maison de la littérature abrite une bibliothèque publique et une exposition permanente sur la littérature québécoise, des cabinets d’écriture, un atelier de BD, un studio de création, une résidence d’écrivains, un salon de quiétude, ainsi que, toute l’année, une programmation variée présentée sur la scène littéraire. L'audacieuse transformation architecturale est signée Chevalier Morales architectes.
Avant même l'ouverture de la Maison de la littérature, L'Institut a inauguré au printemps 2005 une résidence d’écrivains dans l'ancienne Salle de l'Institut dans le Vieux-Québec. Cette résidence accueille des écrivains pour divers programmes dont la résidence d'écriture Québec-Paris, la résidence de création Québec-Bordeaux, la résidence de la relève et la résidence d’auteur en partenariat avec le Centre québécois de P.E.N. international, ainsi que pour des projets particuliers qui lui sont proposés par des organismes culturels de Québec. Les résidences croisées permettent à des auteurs québécois de faire des séjours à l’étranger. La résidence est maintenant située dans la partie moderne de la Maison de la littérature.
En 2010, l'Institut canadien de Québec a créé le festival « Québec en toutes lettres » qui célèbre chaque année une thématique littéraire.

## Hommages
- La Place de l'Institut-Canadien a été nommée en l'honneur de l'Institut en 1998, dans la ville de Québec. À cette place, il y a l'oeuvre Nous sommes un peuple, installée en 2000 et créée par Luc Archambault.